# Packard 200
El Packard 200 fue un modelo de automóvil producido por Packard Motor Car Company de Detroit (Míchigan), durante los años modelo de 1951 y 1952. Los Packard 200 representaron la gama de modelos menos costosa de la empresa, con la distancia entre ejes más corta y con el motor de ocho cilindros en línea de 288 plg³ (4,7 L) menos potente. Reemplazó al Packard One-Twenty y al Packard One-Ten, y pasó a llamarse Packard Clipper para el año modelo de 1953.
Al mismo tiempo, la compañía también produjo el Packard 250, que compartía la misma carrocería básica y distancia entre ejes que el 200, pero estaba equipado con el motor de 8 cilindros en línea de 327 plg³ (5,4 L) (un propulsor más grande de Packard) y había recibido detalles exteriores más exclusivos. La gama de modelos 250 comprendía dos modelos: un convertible y el hardtop Mayfair.

## Resumen
Los Packard 200 y 250 de 1951 se introdujeron como la gama de modelos menos costosa de Packard el 24 de agosto de 1950, reemplazando a los modelos Packard Standard que se eliminaron para el año modelo de 1951. El 200 debutó como parte de la línea Packard completamente rediseñada, atribuida a John Reinhart. Reemplazando a los bulbosos Packard de las series 22 y 23 de 1948-1950, el diseño de "bolsillos altos" de Reinhart era más formal que el de su predecesor y sería utilizado hasta el final del año modelo de 1956, cuando cesó la producción de los verdaderos Packard.

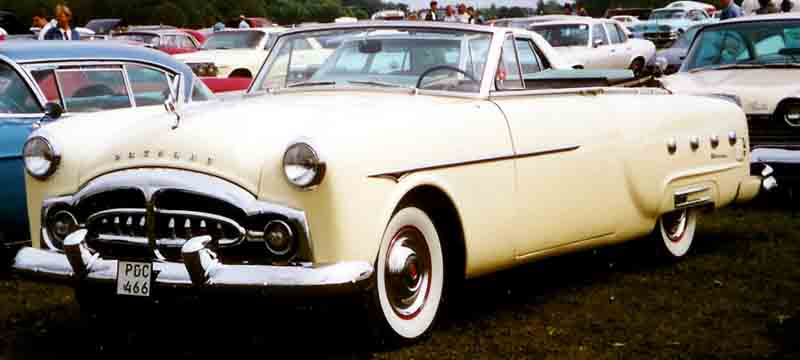
Packard 250 convertible de 1951

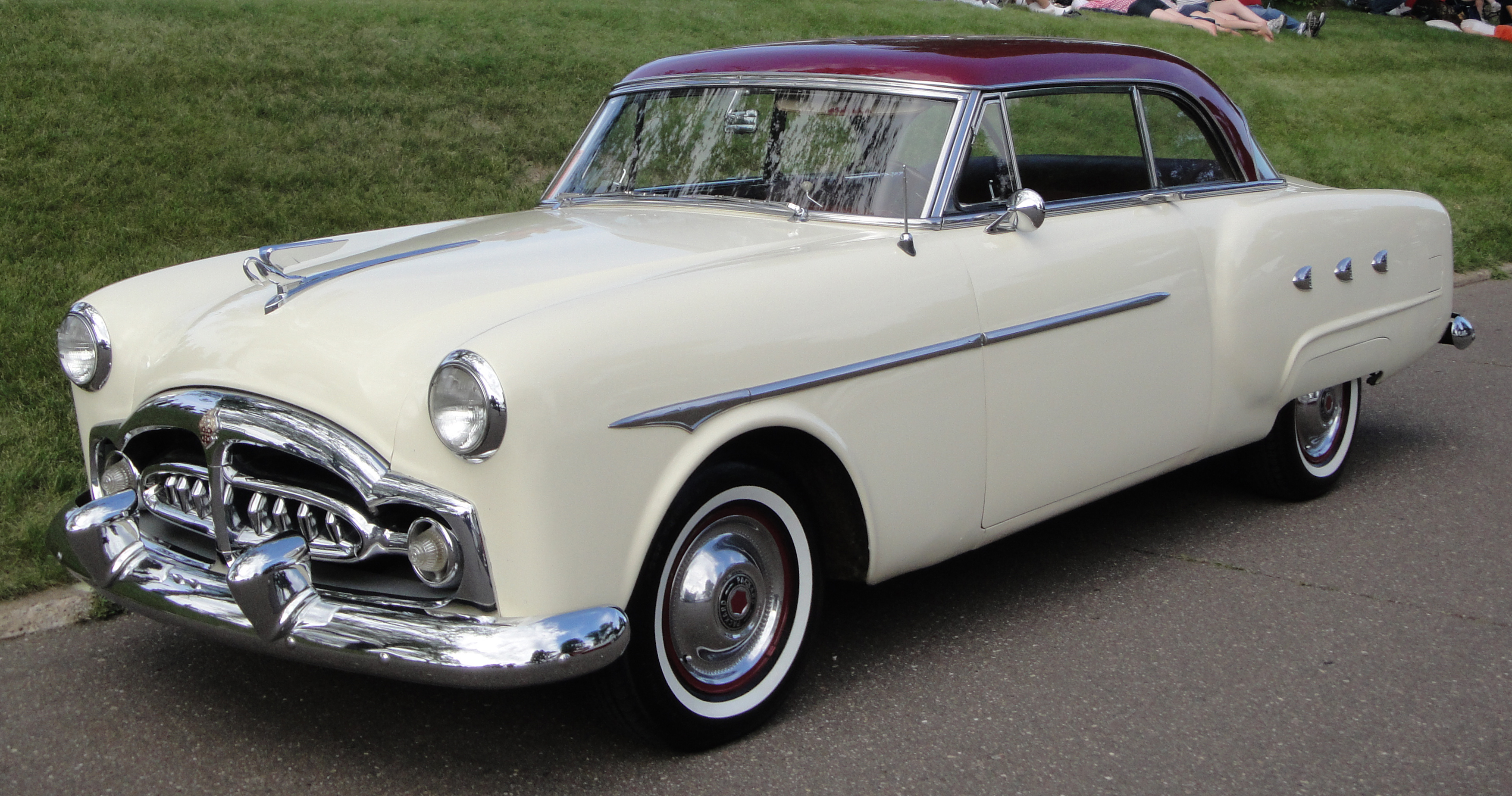
Packard 250 Mayfair hardtop de 1952

Tanto el 200 como el 250 se consideraron coches de la serie "júnior" y se separaron de los modelos Packard 300 y Packard Patrician 400 por sus distancias entre ejes más cortas (3100 mm frente a 3230 mm) y menos detalles de equipamiento. Los modelos estándar Packard 200 estaban disponibles como sedanes de cuatro puertas, cupé de dos puertas y cupé comercial de tres pasajeros (sin asiento trasero). Si bien era similar en apariencia a los modelos sénior, el Packard júnior carecía del destacado adorno del capó con la forma de un cormorán y tenía luces traseras verticales en lugar de las unidades horizontales de los modelos senior. También carecían de la ventana trasera envolvente presente en los modelos sedán Packard sénior.
La gama de modelos 250 se introdujo en marzo de 1951 y se diseñó especialmente para llenar un hueco existente en la gama de Packard de 1951, que no disponía de un modelo hardtop ni de un convertible. Además de sus estilos de carrocería únicos, los 250 recibieron tres rejillas de ventilación en cada panel trasero. En el interior se utilizaron molduras y telas de mejor calidad.
Todos los modelos Packard 200 venían con bocinas gemelas, dos parasoles, protectores de parachoques delantero y trasero, borde de refacción y juego de gatos. El nivel de equipamiento de lujo incluía los detalles espartanos que se encuentran en los modelos estándar y se agregaron anillos de rueda cromados e indicadores de giro como estándar. Los neumáticos de banda blanca y las cubiertas completas de las ruedas también eran adicionales. El motor de ocho cilindros en línea y 288 plg³ (4,7 L) rendía 135 HP (101 kW) a 3600 rpm con una relación de compresión de 7:1. Los automóviles equipados con la transmisión Ultramatic recibieron una relación de compresión ligeramente superior a 7.5:1 gracias a la que rendían 138 HP (103 kW). El motor V8 de 327 pulgadas cúbicas (5,4 L) también estaba disponible como opción en el 200 por 45 dólares, considerablemente menos que el costo de un calentador/desempañador.
Los elementos que se han convertido en estándar para la industria automotriz desde finales de la década de 1960, como la calefacción, la radio, los vidrios polarizados o las alfombras, eran opcionales en el Packard, así como en otros coches prémium durante esa época. Packard también se convirtió en el primer fabricante de automóviles en ofrecer en 1951 frenos asistidos "Easamatic", una marca registrada propiedad de Bendix y con uso exclusivo de Packard.
Los cambios para 1952 fueron mínimos y se centraron en las actualizaciones de equipamiento anuales necesarias. Packard abandonó el Business Cupé, un movimiento que otros fabricantes de automóviles estadounidenses también estaban haciendo al mismo tiempo.

## Legado de marketing

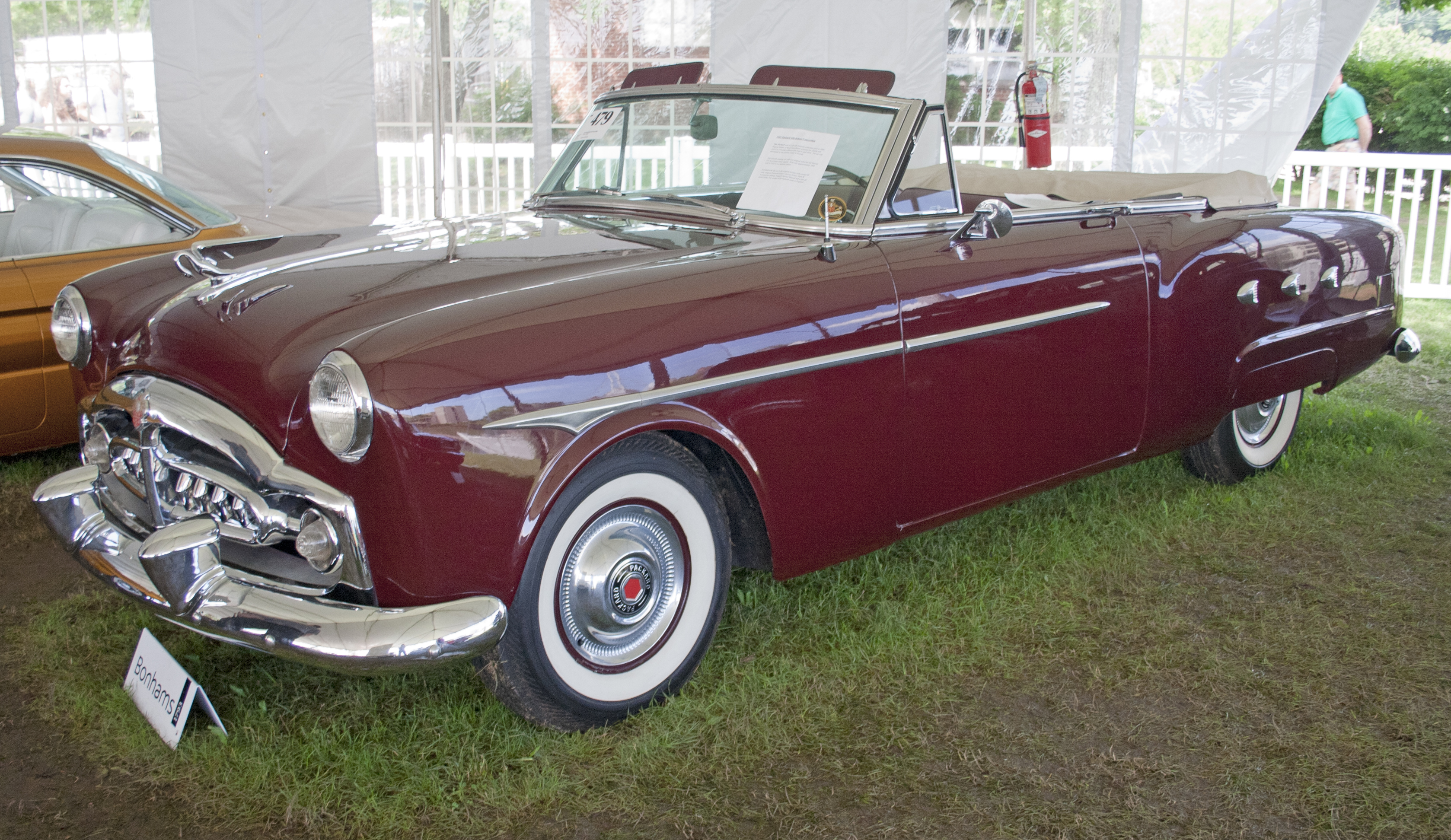
Packard 250 convertible de 1952

Si bien las ventas totales de Packard en 1951 superaron las 100.000 unidades, la mayoría eran coches de gama baja de las series 200 y 250. Los modelos sénior, el nicho tradicional de la compañía que Packard lideró en las décadas de 1920 y 1930 hasta antes de la guerra, en la década de 1950 habían entrado en declive y solo había dos modelos a la venta, el 300 y el Patrician 400, que solo estaban disponibles en un solo tipo de carrocería, el sedán de cuatro puertas. Los concesionarios vieron como se aplicó el estilo de los modelos Packard 300 y Patrician 400 a los modelos Packard 200 y 250 de menor tamaño, privando a los modelos sénior de Packard de la singularidad visual que los separaba de los coches de menor precio.
Para remediar esto, Packard contrató a James J. Nance, hasta entonces director ejecutivo de la empresa fabricante de electrodomésticos Hotpoint, para restablecer a Packard como líder automotriz. Uno de los primeros movimientos de Nance fue comenzar a construir la identidad de los modelos, eliminando las designaciones numéricas y sustituyéndolas por nombres. Nance también se encargó de que los Packard sénior recibieran rasgos visuales más reconocibles y un mejor equipamiento para diferenciarse de los modelos menores. Nance también comenzó a crear diferentes variantes y automóviles de exhibición (como el Packard Pan-American y el Packard Panther), en un intento de crear expectación entre la prensa automotriz y revitalizar así la imagen de la compañía.
Los modelos 200 y 250 fueron rebautizados como Packard Clipper Special y Clipper Deluxe, como parte del plan de Nance para convertir en 1956 ambos modelos en una marca propia denominada Clipper, y devolver el nombre de Packard a un fabricante de automóviles estrictamente de lujo.

## Estadísticas de producción
Números totales de producción de Packard para ambos años:
- 1951, 200 (Estándar - todos los estilos de carrocería), 24.310 unidades
- 1951, 200 (Deluxe - todos los estilos de carrocería), 47.052 unidades
- 1951, 250 (todos los estilos de carrocería) 4.640 unidades (Introducido en marzo de 1951, recuento parcial del año del modelo)
- 1952, 200 (Estándar - todos los estilos de carrocería), 39.720 unidades
- 1952, 200 (Deluxe - todos los estilos de carrocería), 7.000 unidades
- 1952, 250 (todos los modelos de carrocería), 5.201 unidades